# Салоники (дим)
Салони́ки (греч. Δήμος Θεσσαλονίκης) — община (дим) в Греции. Административно относится к периферийной единице Салоники в периферии Центральная Македония. Население 325 182 человек по переписи 2011 года. Площадь 19,676 квадратного километра. Плотность 16 855,80 человека на квадратный километр. Административный центр — Салоники. Димархом на местных выборах 2023 года избран Стелиос Ангелудис.
Община Салоники создана в 1918 году (ΦΕΚ 98Α). В 2010 году (ΦΕΚ 87Α) по программе «Калликратис» к общине Салоники присоединена упразднённая община Триандрия.